# Генрик Фрідман
Генрик Фрідман (пол. Henryk Friedman; 1903 — близько 1942 ?) — польський шахіст. Один із провідних шахістів Львова міжвоєнних років. Багаторазовий чемпіон Львова. У складі збірної Польщі завоював 3-є місце на олімпіаді 1935 і 2-е місце на неофіційній олімпіаді 1936. За фахом — урядовець і журналіст.

## Кар'єра
Належав до шахової еліти Львова та Польщі 1920-х—1930-х років. Один з організаторів шахового життя в Галичині, яка тоді належала Польщі. На початку 1920-х років уже був серед найкращих шахістів Львова, а з 1926 року став загальновизнаним лідером — у 1926—1933 роках сім разів поспіль (крім 1930-го, коли посів друге місце за Іґнаци Попелем) вигравав першість міста. У 1934 році поділив 2-3-є місця із К. Ф. Суліком.
Був у складі дружини Львівського округу на обидвох міжвоєнних командних чемпіонатах Польщі: Крулєвска Гута 1929 і Катовиці 1934.
Відомою є перемога Фрідмана над чемпіоном світу Олександром Алехіним у його сеансі одночасної гри у Львові в 1928 році.
Серйозними успіхами на турнірах були:
- Турнір «шести» (Львів, 1930. Показав 100-відсотковий результат) — 1-е місце
- передолімпійський турнір (Варшава, 1933) — 2-4-е місця (поділив із Пауліном Фридманом)
- кваліфікаційний турнір (Лодзь, 1935) — 1-е місце

Серед успішних матчів: нічия із Ксавери Тартаковером у Львові (2:2) та перемога над Ксавери Францішеком Суліком (2,5:1,5).
Брав участь у всіх чотирьох чемпіонатах Польщі, проведених до Другої світової:
- 1926, Варшава — 14-е місце
- 1927, Лодзь — 13-14-е
- 1935, Варшава — 2-4-е (поділив з Найдорфом і Фридманом; найкращий його виступ у чемпіонатах країни)
- 1937, Юрата — 12-е місце

Грав за збірну Польщі на шаховій олімпіаді у Варшаві 1935 (Польща здобула бронзову медаль) та неофіційній шаховій олімпіаді у Мюнхені 1936.
Був сильним гравцем у шахи за листуванням, ініціював створення 1934 року Польського союзу кореспонденційних шахістів. Був президентом цього союзу. У першому кореспонденційному чемпіонаті Польщі посів 2-е місце. Грав на першій шахівниці за збірну Польщі на кореспонденційній олімпіаді IFSB.
У 1933—1935 роках був редактором львівського часопису «Szachista». На короткий час переїхав до Варшави, де мав намір також видавати шаховий часопис, але повернувся до Львова, де із середини 1937 року редагував «Шаховий Огляд» (пол. Przegląd Szachowy), а з січня 1938 року — знову часопис «Szachista», який виходив аж до початку Другої світової війни.
Після вибуху Другої світової війни зник безвісти — останнім його турніром був чемпіонат західної України 1940 року, де Фрідман посів низьку позицію. Припускають, що шахіст загинув в одному з німецьких концентраційних таборів.